# Беа, Иньяки
Иньяги Беа Хаурехи (исп. Iñaki Bea Jauregi); род. 27 июня 1978, Амуррио, Испания) — испанский футболист и футбольный тренер. 

## Биография

### Сегунда Б
Свою футбольную карьеру Иньяки начал в любительском клубе — в «Аморебьете», где провёл три года. В 2001 году он покинул команду и присоединился к другой любительской команде, «Амуррио». Спустя год он перешёл в клуб Сегунды Б — «Сьюдад де Мурсия». Со своими новыми партнёрами ему удалось выйти в Сегунду, но из-за отсутствия игровой практики он решил сменить клубную прописку. В 2003 году Иньяки подписал контракт с футбольным клубом «Лорка Депортива», где провёл следующие три сезона. По итогам чемпионата 2004/05 «Лорка» обеспечила себе право участие в Сегунде.

### Профессиональный футбол
В составе «Лорки» Иньяки Беа отыграл три сезона, после чего подписал контракт с «Вальядолидом». В своём первом сезоне за новую команду, он помог стать ей чемпионом Сегунды и обеспечить место в Примере на следующий сезон. Благодаря своей хорошей игре в защите, «Реал Вальядолид» 29 матчей подряд оставался непобедимым. В последующее два года Иньяки испытывал большую конкуренцию, и в 2009 году он вернулся в «Мурсию», где провёл в обшей сложности 28 матчей. По итогам чемпионата 2009/10 команда вылетела в Сегунду Б.

### Австрийский футбол
В возрасте 32 года Беа подписал контракт с австрийским футбольным клубом «Ваккер». 18 июля 2010 года он дебютировал за новую команду. «Ваккер» дома одержал победу над «Рапидом» со счётом 4:0, а сам Беа отыграл весь матч.

## Тренерская карьера
Является неотъемлемой частью тренерского штаба Хосе Луиса Мендилибара. Летом 2014 года был приглашён в качестве помощника главного тренера в «Леванте», а со следующего года и в «Эйбар»